# Tandoor
Tandoor er en cylinderformet lerovn, som er almindelig i centralasien, men først og fremmest i det nordlige Indien og Pakistan. Ovnen opvarmes med trækul og benyttes ved tilberedning af kød (f.eks. tandoorikylling) og fisk og brødbagning, som f.eks. af nan. Ofte bliver kødet sat på et spyd, før det tilberedes, og den høje temperatur i ovnen gør, at maden hurtigt bliver gennemstegt uden at miste saftigheden. 
Ordet tandoor kommer fra hindi tandūr og tannūr og disse ord kommer fra persisk tanūr, som stammer fra det arabiske tannūr.